# Lespedeza procumbens
Lespedeza procumbens är en ärtväxtart som beskrevs av André Michaux. Lespedeza procumbens ingår i släktet Lespedeza och familjen ärtväxter. Inga underarter finns listade i Catalogue of Life.